# Ust´-Port
Ust´-Port (ros. Усть-Порт) – osiedle w Rosji, w Kraju Krasnojarskim, w tajmyrskim rejonie dołgano-nienieckim. W 2010 liczyło 338 mieszkańców.